# Chicago Cubs
El Chicago Cubs és un club professional de beisbol estatunidenc de la ciutat de Chicago que disputa l'MLB.

## Palmarès
- Campionats de la National Association (1): 1870
- Campionats de l'MLB (3): 1908, 1907,2016
- Campionats de la Lliga Nacional (16): 1945, 1938, 1935, 1932, 1929, 1918, 1910, 1908, 1907, 1906, 1886, 1885, 1882, 1881, 1880, 1876
- Campionats de la Divisió Central (3): 2008, 2007, 2003
- Campionats de la Divisió Est (2): 1989, 1984

## Evolució de la franquícia
- Chicago Cubs (1902–present)
- Chicago Orphans (1898-1901)
- Chicago Colts (1890-1897)
- Chicago White Stockings (1870-1871, 1874-1889)

## Colors
Blau, vermell i blanc.

## Estadis
- Wrigley Field (1916-present)
  - a.k.a. Cubs Park (1920-1926)
  - a.k.a. Weeghman Park (1916-1920)
- West Side Park (II) (1893-1915)
- South Side Park (1891-1893)
- West Side Park (I) (1885-1891)
- Lakefront Park (II) (1883-1884)
- Lakefront Park (I) (1878-1882)
- 23rd Street Grounds (1874-1877)
- Union Base-Ball Grounds (1870-1871)

## Números retirats
- Ron Santo 10
- Ernie Banks 14
- Ryne Sandberg 23
- Billy Williams 26
- Fergie Jenkins 31
- Greg Maddux 31
- Jackie Robinson 42